# Hortência Barreto
Maria Hortência de Araújo Barreto (Nossa Senhora das Dores, 23 de dezembro de 1954) é uma artista plástica brasileira.

## Biografia
Hortência Barreto nasceu em 1954, em Nossa Senhora das Dores, Sergipe, filha do comerciante Solon Menezes Barreto e de Darcy de Araújo Barreto. Com três anos, vai com a família morar em Aracaju, capital do Estado.
Estudou Letras Vernáculas na Universidade Federal de Sergipe e fez pós-graduação em literatura brasileira na UFRJ (1982/1983). Sua formação artística foi no Rio de Janeiro com o artista plástico Bernardii, (1982/1983) e fez modelo vivo com o professor e artista plástico Gianguido Bonfanti no Museu de Arte Moderna e no Parque Lage, entre 1986 e 1987.
Começou suas primeiras exposições no Rio, em 1988, na Maria Augusta Galeria de Arte e passou uma temporada na França, entre 1990 e 1991, onde fez seis exposições individuais. Em 1996, faz outra individual em Neauple-le-Vieux, nos arredores de Paris, onde reside por três meses.
Retorna a Aracaju e trabalha na Secretaria de Estado da Cultura até 2006. Volta para a Secretaria de Educação, onde trabalhou até 2011, quando se aposentou.
Fez diversas exposições em Aracaju, Salvador, Rio de Janeiro, São Paulo, Fortaleza e em Barcelona, Miami, Rhode Island e Vaticano.
Em 1999, começa sua pesquisa sobre o universo popular nordestino e em 2000, apresenta o primeiro resultado dessa pesquisa na Galeria Marly Faro, no Rio de Janeiro, com o tema das bonecas de pano.
Daí em diante, começa a sua poética memorialista, resgate da sua infância vivida nas portas do sertão sergipano tão cantado, pintado, bordado em verso e prosa nas suas obras.
É através da boneca de pano que ela reverencia o trabalho manual da bordadeira, da costureira, da rendeira e da bonequeira, e conta a maneira de viver e de se vestir de uma comunidade rural antiga. Agrega à sua técnica elementos e texturas que compõem esse universo, em forma de colagens, como rendas, tecidos, chitões, sianinhas e bordados.
Constrói objetos e faz vídeo-instalações.
Uma de suas obras "Gulosa Atlântica" foi utilizada como ilustração para utilizada no cartaz do seminário "Tendances de la Littérature Brésilienne Contemporaine: Auteurs et Critiques", 2010, organizado pela Universidade Sorbonne. 
Em 2012 expôs na AGORA Gallery, em Nova York, numa coletiva intitulada "Sinfonia da Cor".
Com essa poética, participou de importantes exposições em São Paulo, como:
- Museu de Arte Contemporânea de São Paulo – “Territórios”, ao lado de Reginal Silveira, Elias Santos, Vera Gamma, Rogério Gomes, etc - Curadoria de Ana Cristina Carvalho, Ana Mae, Kátia Canton, Lisbeth Rebollo - 2005/2006[2].
- Palácio dos Bandeirantes - “A Arte que Banha o Nordeste”, ao lado de Aldemir Martins, Francisco Brennand, Vicente do Rego Monteiro, etc - Curadoria de Ana Cristina Carvalho - 2008[2].
- Centro Cultural do Banco do Brasil de São Paulo - “Era uma vez... A arte conta histórias”, ao lado de Beatriz Milhazes, Leida Catunda, Guto Lacaz, etc - Curadoria de Kátia Canton - 2009[8].

Ilustrou o conto Rapunzel, do livro “Era uma vez os irmãos Grimm” (DCL/ SP), de Kátia Canton – 2006.

## Atividade sociocultural
Em 2002, criou um grupo de senhoras bonequeiras na sua cidade natal, resgatando, assim, a arte tradicional de fazer bonecas de pano em todo o estado de Sergipe. Iniciou-se com 20 senhoras artesãs complementando sua renda com esse trabalho. Atualmente, 12 delas continuam em atividade.